# 大楠 (福岡市)
大楠（おおぐす）は、福岡県福岡市南区にある地名。「おおくす」と読まれることが多いが、交差点名やバスの音声案内にある通り、正しくは「おおぐす」である。1丁目から3丁目までが設置されている。郵便番号は815-0082。

## 概要
福岡市南区の北部に位置し、北側は中央区・南区那の川と接している。
じょうごのような形になっており、西側から南側にかけては西鉄天神大牟田線に、北側は市道博多駅鳥飼線（旧筑肥線廃線跡）にそれぞれ沿い、北東側は那珂川と接し、東側から南側にかけては若久川に沿っている。また、町内を日赤通り（県道後野福岡線）が南北に走っている。
概ね閑静な住宅街であるが、日赤通り沿いは商店が立ち並ぶ。福岡赤十字病院が町内にある。

## 歴史

### 町域の変遷
| 住居表示実施後           | 実施年月日         | 住居表示実施前（各大字の一部）                                                         |
| ------------------------ | ------------------ | -------------------------------------------------------------------------------------- |
| 大楠一丁目から大楠三丁目 | 1970年（昭和45年） | 宮田町・筑紫町・天代町・永田町・堀川町・下大楠町・東高宮町・八反町・上大楠町・下磐瀬町 |

## 主な施設
- 1丁目
  - やずや本社
  - 福岡西鉄タクシー本社
- 2丁目
  - 立正佼成会福岡教会
- 3丁目
  - 福岡赤十字病院・日本赤十字社福岡支部
  - 福岡市立大楠小学校
  - 福岡市立高宮中学校

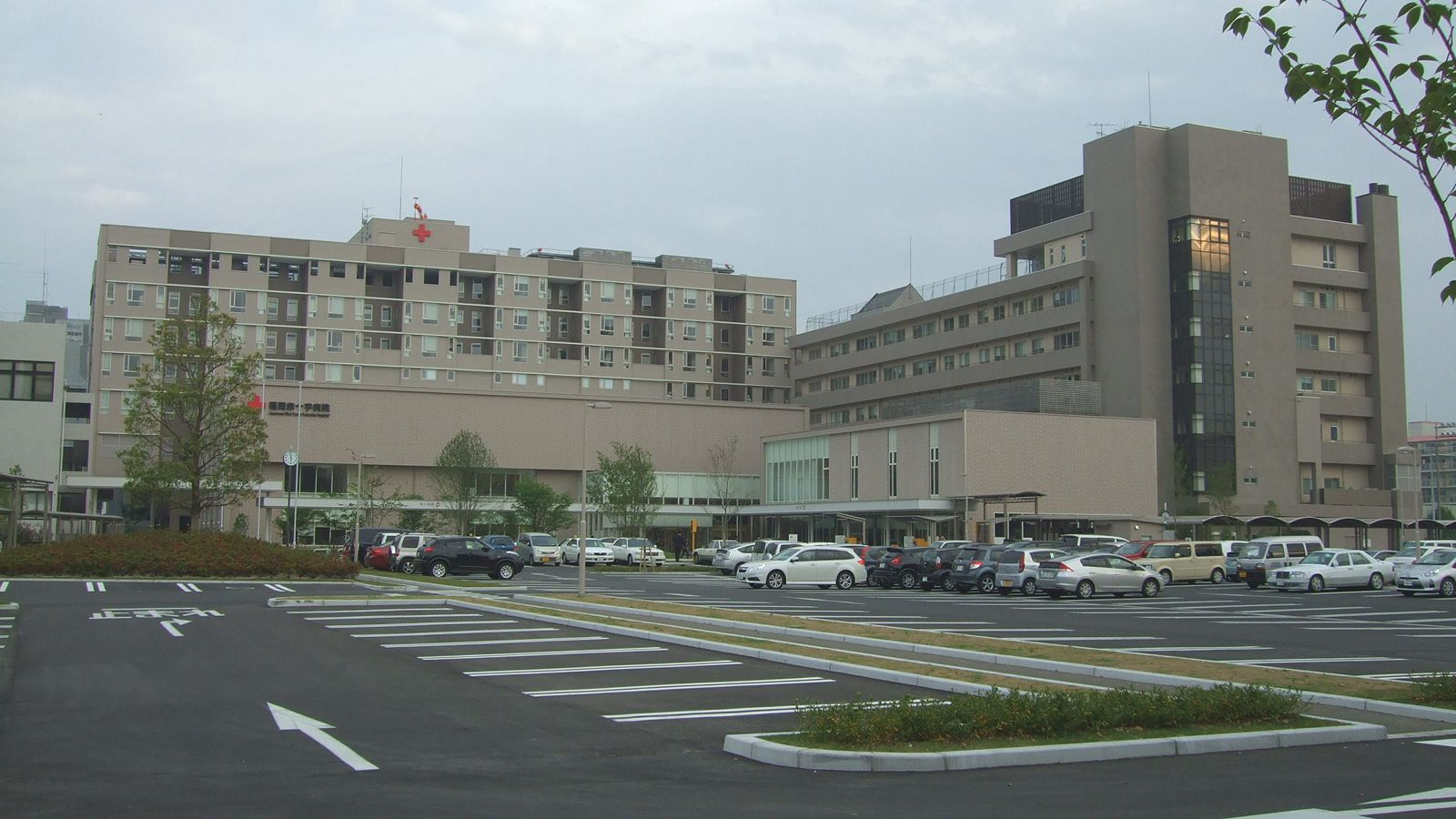
福岡赤十字病院

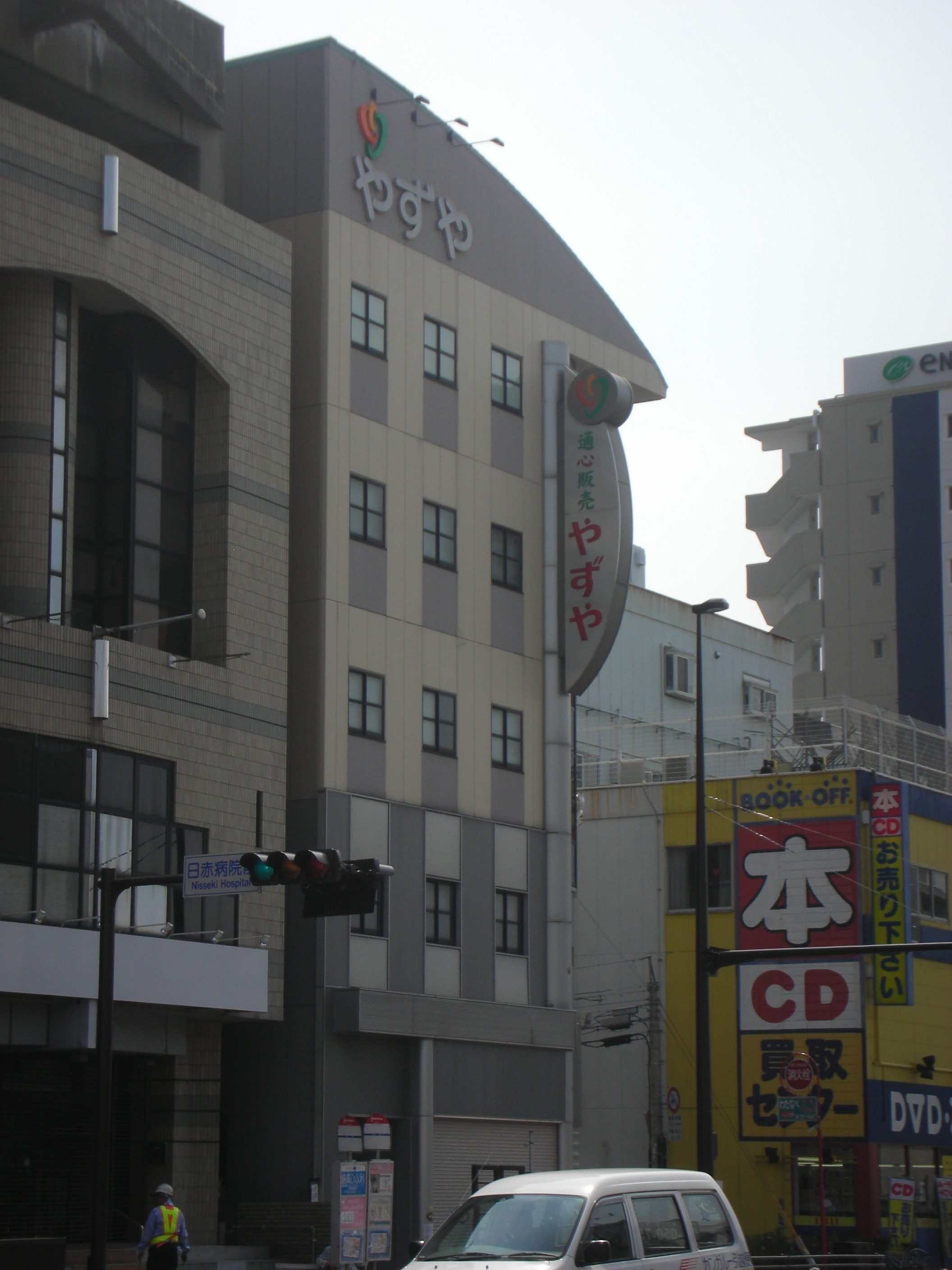
やずや本社

  - 福岡大学高宮グラウンド（福岡大学夜間部キャンパス跡地）
  - 高宮交番[3]

### 校区

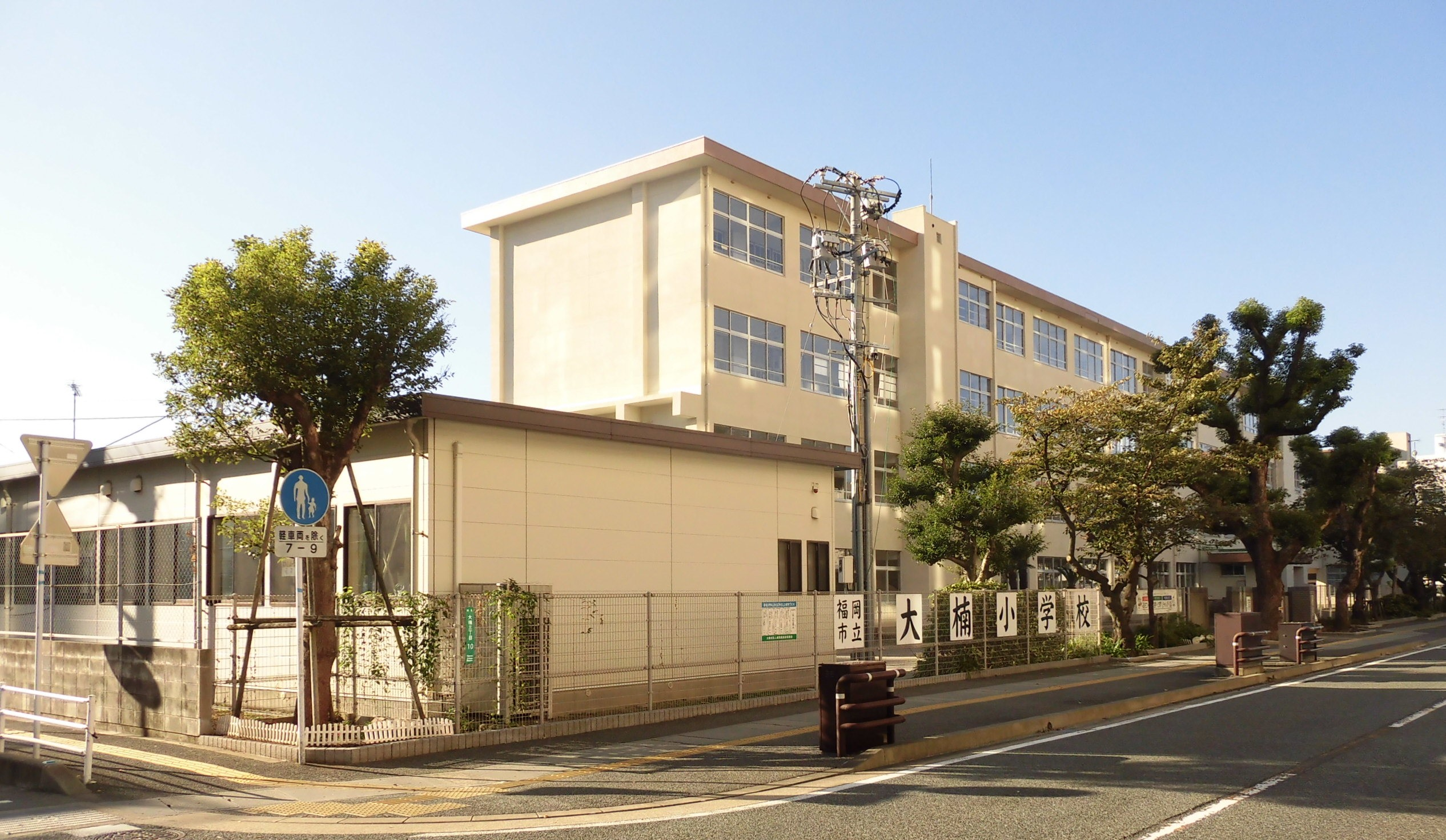
福岡市立大楠小学校

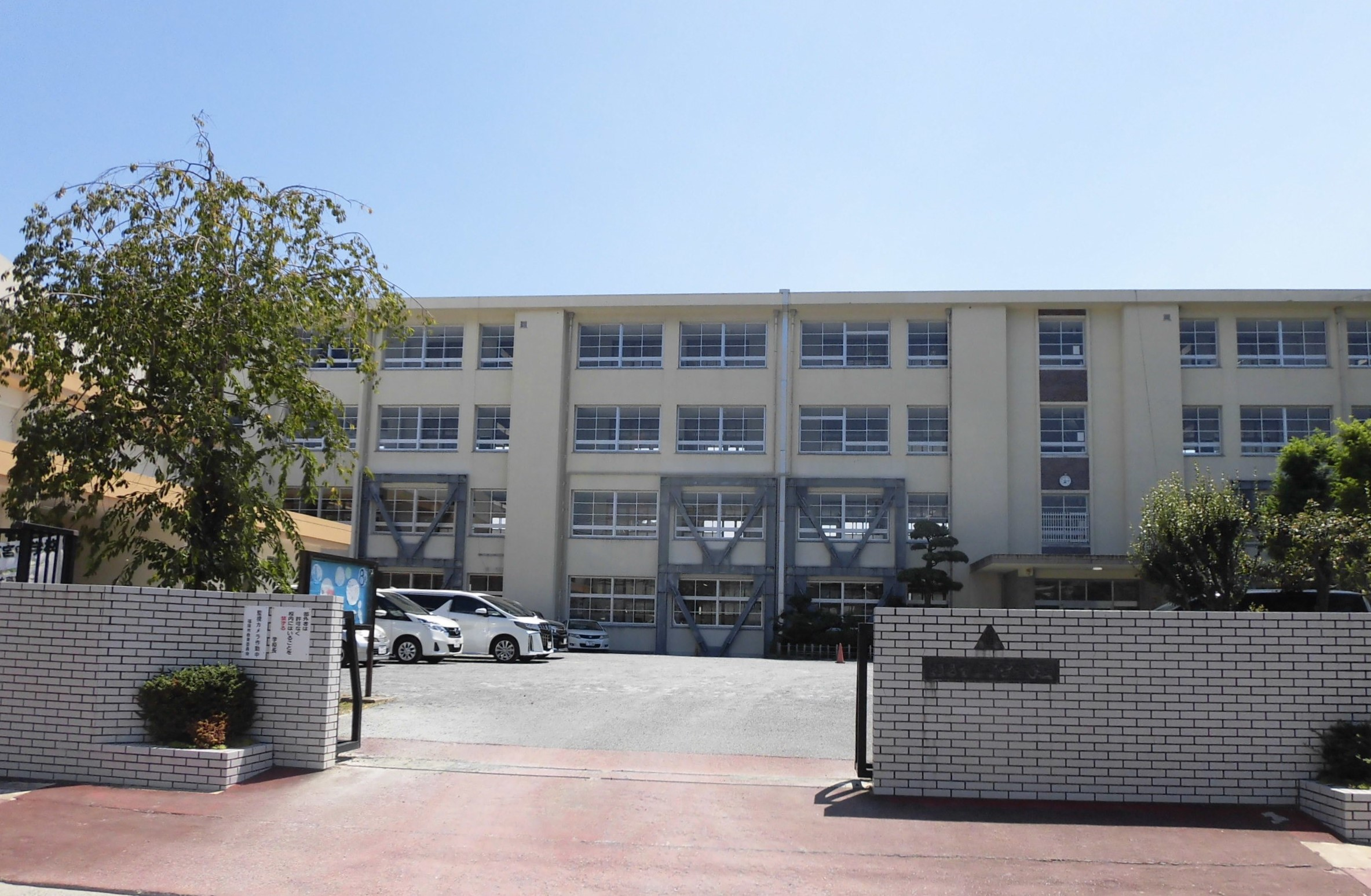
福岡市立高宮中学校

小中学校は町内にある福岡市立大楠小学校および福岡市立高宮中学校の通学区となる。
公立高等学校の通学区は第五学区。

## 交通

### 道路
- 日赤通り

### 鉄道
- 西鉄天神大牟田線
  - 高宮駅
  - 平尾駅

### バス
- 西鉄バス
  - 大楠
  - 日赤前
  - 高宮中学校前
  - 西鉄高宮駅東口